# Kostel Jména Panny Marie (Kundratice)
Římskokatolický kostel Jména Panny Marie stával v zaniklých Kundraticích v okrese Chomutov. Až do svého zániku byl filiálním kostelem v novosedelské farnosti.

## Historie
Kundratický kostel byl postaven v v letech 1832–1833. Zanikl spolu s vesnicí v důsledku rozšiřování těžby hnědého uhlí v Lomu ČSA po roce 1974.

## Stavební podoba
Jednolodní novogotický kostel měl obdélný půdorys s odsazeným presbytářem, k jehož jižní straně byla připojena sakristie. Západní průčelí s obdélným vstupním portálem členila dvě drobná lomená okénka a štít, nad nějž vybíhala sanktusová vížka.

## Zařízení
Mezi cenné předměty v interiéru patřila plastika Assumpty z konce patnáctého století. Rozebrané varhany byly ještě předtím přestěhovány do otvického kostela, tři plastiky a svícny na jirkovskou faru.